# Корпово (Старорусский район)
Корпово — деревня в Старорусском муниципальном районе Новгородской области, относится к Взвадскому сельскому поселению.
Деревня расположена на южном побережье озера Ильмень, на левом берегу Корповки — рукава в дельте реки Ловать, вблизи южной части административного центра сельского поселения — деревни Взвад.

## История
Впервые упоминается в Писцовых книгах Шелонской пятины в 1498 году.

## Транспорт
Деревня расположена на автомобильной дороге из районного центра — города Старая Русса к деревне Взвад, в 19 км от Старой Руссы.